# Eklötsmaren
Eklötsmaren är en sjö i Nynäshamns kommun i Södermanland och ingår i Tyresån-Trosaåns kustområde.